# MasterChef (France)
Cet article concerne l'émission française. Pour l'émission britannique, voir MasterChef.
MasterChef est une émission de télévision française de téléréalité culinaire adaptée du format à succès au Royaume-Uni sur la BBC.
L’émission est présentée par Carole Rousseau les trois premières saisons, par Sébastien Demorand lors de la quatrième saison, puis par Sandrine Quétier lors de la cinquième. Les quatre premières saisons et le début de la cinquième saisons sont diffusées sur TF1, du 19 août 2010 au 2 juillet 2015, puis, à la suite de mauvaises audiences, la suite de la cinquième est transférée sur NT1 jusqu'au 3 septembre 2015. La sixième saison, présentée par Agathe Lecaron, est diffusée sur France 2 du 23 août au 27 septembre 2022.
De 2010 à 2013, après chaque prime time sur TF1, est diffusé, en deuxième partie de soirée MasterChef se met à table, un programme consacré aux coulisses de l'émission.
En Belgique, elle est diffusée sur AB3.

## Principe
MasterChef est un concours de cuisine télévisé amateur ouvert aux personnes n'ayant jamais travaillé dans un métier de bouche.
Le nombre de candidats varie de 18 à 21 selon les saisons. Ils s'affrontent dans différentes épreuves culinaires.
À l'issue de l’émission, il ne reste plus qu’un candidat, qui est élu MasterChef. Il remporte la somme de 100 000 €, six mois de formation dans une grande école de cuisine, ainsi que l’édition du livre de ses propres recettes aux éditions Solar.
À l'issue de chaque saison, les meilleures recettes des épisodes de l'année sont publiées aux éditions Solar.
Le programme est produit par Shine France, dirigé par Thierry Lachkar et Benjamine Fajeau à la productrice artistique.

## Fiche technique
- Titre : MasterChef
- Producteur : Thierry Lachkar
- Directrice générale : Bouchra Rejani
- Directeurs des Programmes : Brice Marion, Angélique Sansonnetti
- Producteur artistique : Benjamine Fajeau, Jean-Etienne Rives
- Production : Damien Proffit, Grégoire Chevillard, Benjamine Fajeau et Fabien Husson,
- Réalisation : Stéphane Meret, Corentin Son et Julien Ouvrard
- Lumières et décors : David Seligmann-Forest, Michele Sarfati et Bastien Jovelet
- Rédaction : Christophe David et Aude Jankovik
- Coordinateur : Marie-Claire Gola
- Casting : Jeanne Collin, Romain Allary, Dyana Aly, Léopoldine Constans-Gavarry, Raphaël Bouffaut et Alexandrine Serri
- Régie : Arslan Hafiz, Julien Coulon, Olivier Audisio, Eddy Benikhlef, Pierre Gambier, Anouk Puyalte, miguel Saez.
- Régie technique des cuisines : Jérôme Gaudry, Vincent Meslin, Kosta Pataourakis, Luc Chevalier, Pierre Gambier, Maxime Lachieze, Olivier Michalak, Roberto Serena, Samuel Fermino, Ange Andréani.
- Écriture textes et épreuves : Aurélie Chaigneau, Laurence Descorps, Kilien Stengel
- Styliste : Claire Haim, Laura Klebaner, Rose-Marie Melka
- Habilleuse : Suzette Monlouis-Eugénie
- Moyens techniques : Euromedia et Eliote
- Montage : Nicolas Lauwers, Sidonie Morvan et Stanley Denizot
- Voix-off : Boris de Mourzitch, Hervé Lacroix depuis 2013.
- Musique : Guillaume Roussel
- Format créé par : Franc Roddam
- Quelques partenariats : groupe Lenôtre, Totalgaz, Campingaz, Chomette, Comptoir de famille, Le Parfait, SEB-Tefal, Luminarc (Arc International), Pyrex, Barry Callebaut, Le Creuset…

## Participants
| Présentateurs           | Saisons | Saisons | Saisons | Saisons | Saisons | Saisons |
| Présentateurs           | 1       | 2       | 3       | 4       | 5       | 6       |
| ----------------------- | ------- | ------- | ------- | ------- | ------- | ------- |
| Carole Rousseau         |         |         |         |         |         |         |
| Sébastien Demorand      |         |         |         |         |         |         |
| Sandrine Quétier        |         |         |         |         |         |         |
| Agathe Lecaron          |         |         |         |         |         |         |
| Voix-off                | Saisons | Saisons | Saisons | Saisons | Saisons | Saisons |
| Voix-off                | 1       | 2       | 3       | 4       | 5       | 6       |
| Hervé Lacroix           |         |         |         |         |         |         |
| Sandrine Quétier        |         |         |         |         |         |         |
| Jean-Philippe Puymartin |         |         |         |         |         |         |
| Jury                    | Saisons | Saisons | Saisons | Saisons | Saisons | Saisons |
| Jury                    | 1       | 2       | 3       | 4       | 5       | 6       |
| Frédéric Anton          |         |         |         |         |         |         |
| Yves Camdeborde         |         |         |         |         |         |         |
| Sébastien Demorand      |         |         |         |         |         |         |
| Amandine Chaignot       |         |         |         |         |         |         |
| Yannick Delpech         |         |         |         |         |         |         |
| Christian Etchebest     |         |         |         |         |         |         |
| Gilles Goujon           |         |         |         |         |         |         |
| Thierry Marx            |         |         |         |         |         |         |
| Georgiana Viou          |         |         |         |         |         |         |

### Vainqueurs
- Anne Alassane (saison 1) Elle ouvre en 2010 sa ferme-auberge « La Pays'Anne »[3] à Montauban. Elle est décorée de l'ordre du Mérite agricole en 2011 par le ministre de l'Agriculture, Bruno Le Maire[4]. Depuis 2016, elle est chef du restaurant « Le Lanaud » à Boisseuil[5]. En 2022, elle ouvre un second restaurant situé à Limoges[6].
- Elisabeth Biscarrat (saison 2)
- Ludovic Dumont (saison 3)
- Pierre Lefebvre (Les meilleurs s'affrontent)
- Marc Boissieux (saison 4)
- Khanh-Ly Huynh (saison 5)
- Marc-Amaury Legrand (saison 6)

## Saisons

### Saison 1 (2010)
Vingt candidats ont été retenus pour participer à cette première saison.
La première saison de MasterChef a été diffusée sur TF1 du jeudi 19 août 2010 au jeudi 4 novembre 2010, soit une durée de douze semaines. Elle est présentée par Carole Rousseau.
Le jury est composé des deux grands chefs Frédéric Anton et Yves Camdeborde, ainsi que du journaliste et critique culinaire Sébastien Demorand.
Cette première saison est remportée par Anne Alassane.
Également candidate de MasterChef, Georgiana Viou ouvre son restaurant en 2015,[source insuffisante] et remporte alors le Trophée Jeunes Talents ainsi que deux toques au Gault & Millau,. En 2021, elle publie Le Goût de Cotonou et ouvre le restaurant « Rouge » à Nîmes,. En 2022, Georgiana Viou fait partie du jury de la sixième saison de MasterChef aux côtés de Thierry Marx et Yves Camdeborde.

### Saison 2 (2011)
La deuxième saison a été diffusée à partir du jeudi 18 août 2011 et s'est achevée le jeudi 3 novembre 2011.
La présentatrice et les jurés sont restés les mêmes que lors de la première saison, des nouveautés et changements sont alors prévus.
La deuxième saison est remportée par Élisabeth Biscarrat.
La candidate classée 3e, Nathalie Nguyen est devenue ensuite animatrice de télévision et consultante culinaire.
Dès 2012, elle est chroniqueuse dans La Maison des Maternelles sur France 5. En 2015, elle participe à l'émission Mon food truck à la clé, diffusée sur France 2. En 2016, elle est chroniqueuse culinaire pour l'émission Village Départ, diffusée sur France 3 durant le Tour de France. En 2017, elle devient co-animatrice dans l'émission Toque Show, diffusée sur M6. En 2018, elle est consultante pour La Fabuleuse Histoire animée par Stéphane Bern,,,,,,,.

### Saison 3 (2012)
Le 3 novembre 2011, TF1 annonce le renouvellement de l'émission avec une troisième saison. Elle a lieu du 23 août 2012 au 8 novembre 2012[réf. nécessaire]. Carole Rousseau en est toujours la présentatrice et le jury est inchangé avec Sébastien Demorand, Yves Camdeborde et Frédéric Anton.
Dix-neuf candidats sont en compétition.
Cette troisième saison est remportée par Ludovic Dumont.

### Saison 4 (2013)
Les castings ont démarré mi-mai 2013 et le tournage s'étend jusqu'en juillet 2013[réf. nécessaire].
Cette quatrième saison est diffusée à partir du 20 septembre 2013 et diffusée le vendredi en lieu et place de Koh-Lanta ; tout comme l'émission spéciale diffusée le vendredi 24 mai 2013 et non un jeudi comme habituellement.
Dans cette saison, les candidats sont jugés par Frédéric Anton, Yves Camdeborde, Sébastien Demorand et par un quatrième membre, en la personne d'Amandine Chaignot[réf. nécessaire].
Il est à noter l’absence de la présentatrice Carole Rousseau. Selon le diffuseur et la société de production Shine, l'objectif désiré est d'adopter une formule plus sobre et de redynamiser le programme[réf. nécessaire].
Cette saison est personnifiée par Hervé Lacroix en qualité de voix off.
Dix-huit candidats s'affrontent lors de cette saison.
Cette quatrième saison est remportée par Marc Boissieux. Il est sacré « Masterchef » le 20 décembre 2013.

### Saison 5 (2015)
Le 18 septembre 2014, Fabrice Bailly, directeur des programmes de TF1, annonce le retour de MasterChef pour une cinquième saison mi-2015. Le tournage s'est déroulé du 2 mars au 8 mai 2015.
Sandrine Quétier endosse pour la première fois le rôle de présentatrice présente sur le plateau et qui assure également les commentaires en voix-off avec Hervé Lacroix. Le jury est remanié avec l'arrivée de Gilles Goujon, Christian Etchebest et Yannick Delpech.
Dix-neuf candidats sont en lice.
Le 2 juin, TF1 annonce la diffusion de la saison 5 à compter du 25 juin 2015 mais au bout de deux semaines, en raison d'audiences jugées « catastrophiques », la chaîne décide sa déprogrammation le 6 juillet 2015 et le programme sera diffusé à partir du 30 juillet sur NT1[source insuffisante].
Khanh-Ly Huynh a remporté la 5e saison de Masterchef le 3 septembre 2015.

### Saison 6 (2022)
Après 7 ans d'interruption, le programme fait son retour sur France 2, à partir du 23 août 2022, avec dix-huit candidats. Le jury comprend Yves Camdeborde, Thierry Marx, Georgiana Viou et des invités. L'émission est présentée par Agathe Lecaron,.
Marc-Amaury Legrand remporte la finale de la saison 6 face à Clara, le mardi 27 septembre 2022.
Samira Cherfaoui se retire de l'émission à la suite de son forfait le 20 septembre 2022,. Elle est qualifiée pour la finale lorsqu'elle accouche la veille du tournage de celui-ci. La candidate ayant été éliminée lors de la phase précédente prend la place de Samira Cherfaoui pour le dernier tournage. Elle est précédemment candidate à My tiny restaurant sur la chaîne belge Tipik et à Objectif Top Chef. En décembre 2022, elle travaille à l'Écailler du Palais Royal au Grand Sablon.
Faute d'audience suffisante, France 2 écourte cette saison initialement composée de 8 épisodes. Seuls 6 épisodes ont été diffusés ; la chaîne ne renouvellera pas l'émission.

## Émissions spéciales
MasterChef Junior : le jeudi 22 décembre 2011, le jeudi 5 juillet 2012 à 20 h 50 et le vendredi 27 décembre 2013.
MasterChef : les meilleurs : le vendredi 24 mai 2013 de 21 h à 23 h 30 ; audiences : 3 882 000 téléspectateurs. Les parts de marché ont atteint 17 % sur les quatre ans et plus et 24 % sur les ménagères de moins de cinquante ans. Elle a été remportée par Pierre Lefebvre (ex-professeur de musique), le finaliste de la saison 3 devant Annelyse et Virginie.

## Audiences

### MasterChef
| Saison | Épisode | Jour et horaire de diffusion | Lancement                 | Lancement             | Lancement                 | Finale                         | Finale                | Finale                    | Moyenne          | Moyenne                   |
| Saison | Épisode | Jour et horaire de diffusion | Date et chaîne            | Audience du lancement | PDM sur les 4 ans et plus | Date et chaîne                 | Audience de la finale | PDM sur les 4 ans et plus | Audience moyenne | PDM sur les 4 ans et plus |
| ------ | ------- | ---------------------------- | ------------------------- | --------------------- | ------------------------- | ------------------------------ | --------------------- | ------------------------- | ---------------- | ------------------------- |
| 1      | 12      | Jeudi 20h50                  | 19 août 2010 sur TF1      | 3 800 000             | 23,8 %                    | 4 novembre 2010 sur TF1        | 5 887 000             | 27,9 %                    | 4 545 000        | 24,1 %                    |
| 2      | 12      | Jeudi 20h50                  | 18 août 2011 sur TF1      | 4 824 000             | 25,8 %                    | 3 novembre 2011 sur TF1        | 6 850 000             | 29,9 %                    | 5 227 583        | 24,5 %                    |
| 3      | 12      | Jeudi 20h50                  | 23 août 2012 sur TF1      | 4 226 000             | 23,3 %                    | 8 novembre 2012 sur TF1        | 6 059 000             | 26,5 %                    | 4 900 000        | 22 %                      |
| 4      | 12      | Vendredi 20h50               | 20 septembre 2013 sur TF1 | 4 510 000             | 21,3 %                    | 20 décembre 2013 sur TF1       | 4 450 000             | 21,2 %                    | 4 300 000        | 20,4 %                    |
| 5      | 8       | Jeudi 20h55                  | 25 juin 2015 sur TF1      | 2 686 000             | 13,6 %                    | 3 septembre 2015 sur NT1       | 590 000               | 3,1 %                     | 1 182 125        | 6,3 %                     |
| 6      | 6       | Mardi 21h10                  | 23 août 2022 sur France 2 | 1 817 000             | 10,7 %                    | 27 septembre 2022 sur France 2 | 1 370 000             | 7,9 %                     | 1 406 000        | 8,1 %                     |

### MasterChef se met à table
| Saison | Lancement         | Lancement             | Lancement                             | Finale           | Finale                | Finale                                | Moyenne          | Moyenne                               |
| Saison | Date              | Audience du lancement | Parts de marché sur les 4 ans et plus | Date             | Audience de la finale | Parts de marché sur les 4 ans et plus | Audience moyenne | Parts de marché sur les 4 ans et plus |
| ------ | ----------------- | --------------------- | ------------------------------------- | ---------------- | --------------------- | ------------------------------------- | ---------------- | ------------------------------------- |
| 1      | 19 août 2010      | 1 800 000             | 28,5 %                                | 4 novembre 2010  | 2 700 000             | 36 %                                  | 1 580 000        | 25,6 %                                |
| 2      | 25 août 2011      | 2 200 000             | 24 %                                  | 3 novembre 2011  | 2 680 000             | 29,3 %                                | 2 001 666        | 23,5 %                                |
| 3      | 30 août 2012      | 1 940 000             | 21,1 %                                | 8 novembre 2012  | 2 300 000             | 26,3 %                                | 1 810 000        | 20,85 %                               |
| 4      | 20 septembre 2013 | 1 800 000             | 22,6 %                                | 13 décembre 2013 | 1 360 000             | 17,6 %                                | 1 577 500        | 19,15 %                               |